# The Wrong Place
Chansons représentant la Belgique au Concours Eurovision de la chanson
Release Me
(2020) Miss You
(2022)
The Wrong Place est une chanson du groupe belge Hooverphonic. La chanson représente la Belgique au Concours Eurovision de la chanson 2021 à Rotterdam, aux Pays-Bas, après avoir été sélectionnée en interne par les diffuseurs nationaux que sont la Vlaamse Radio-en Televisieomroeporganisatie (VRT) et la Radio Télévision Belge de la Communauté Française (RTBF). Elle se classe à la 19e place avec 74 points

## Concours Eurovision de la chanson

### Sélection interne
Le 20 mars 2020, la VRT et la RTBF annoncent la désignation du groupe belge Hooverphonic comme représentant du pays pour le Concours Eurovision de la chanson 2021. Le groupe avait déjà été sélectionné pour l'édition de 2020, annulée pour cause de pandémie de Covid-19.

### Concours
La 65e édition du Concours Eurovision de la chanson a lieu à Rotterdam, aux Pays-Bas et comprend deux demi-finales les 18 et 20 mai et une grande finale le 22 mai 2021. Selon les règles de l'Eurovision, tous les pays participants, à l'exception du pays hôte et des Big Five, composés de la France, de l'Allemagne, de l'Italie, de l'Espagne et du Royaume-Uni, sont tenus de se qualifier via une des deux demi-finales, où les 10 meilleurs pays de chaque demi-finale seront qualifiés pour la grande finale,. Le 17 novembre 2020, il est annoncé que la Belgique se produirait dans la seconde moitié de la première demi-finale du concours. Le 18 mai, la Belgique se qualifie pour la finale du concours.
Disposant d'une faible cote chez les parieurs, la chanson ne parvient pas à déjouer les pronostics en finale et se classe 19e, obtenant 71 points de la part du jury des professionnels et seulement 3 points grâce aux votes des téléspectateurs, soit un total de 74 points.

## Classement
| Classement (2021)                       | Meilleure position |
| --------------------------------------- | ------------------ |
| Belgique (Flandre Ultratop 50 Singles)  | 1                  |
| Belgique (Wallonie Ultratop 50 Singles) | 27                 |

The Wrong Place devient no 1 des classements néerlandophone, no 27 en Wallonie et no 89 aux Pays-Bas. Elle atteint la 15e place en Lituanie, la 77e des téléchargements au Royaume-Uni et la 94e en Grèce.